# Боровиков Владислав Романович
Владисла́в Рома́нович Боровико́в (нар. 10 серпня 1973, Дніпропетровськ) — український шахіст, міжнародний гросмейстер (2001). Чемпіон України із шахів 1992 року.
Його рейтинг станом на травень 2020 року — 2525 (неактивний з червня 2018 року, 708-ме місце у світі, 47-ме — в Україні).

## Кар'єра
У 1992 році став срібним призером чемпіонату Європи з шахів серед юніорів до 20 років, що проходив у Нідерландах. У тому ж році кандидат у майстри спорту Владислав Боровиков стає переможцем чемпіонату України, випередивши сімох міжнародних майстрів і трьох майстрів спорту. За підсумками чемпіонату Боровиков виконав норму майстра спорту та міжнародного майстра, а також здобув путівку в зональний турнір чемпіонату світу (Миколаїв, 1993) де посів 7 місце.
У 1993 році став чемпіоном Європи серед гравців до 20 років, що проходив у Данії.
Учасник чемпіонату України 1995 року (Дніпропетровськ), в якому посів 5 місце та здобув право грати в зональному турнірі першості світу (Миколаїв, березень 1995), де розділив 14–21 місця при 34 учасниках.
У 2000 році став переможцем турніру «Каїса», що проходив у Харкові.
У 2001 році став срібним призером 70-го чемпіонату України, у 2005 році бронзовим призером 74-го чемпіонату України.
У складі команди «Гросмейстер-1» чемпіон України серед клубів 2002 року.
Переможець та призер багатьох міжнародних турнірів.

## Турнірні результати
| Рік  | Місто           | Турнір                                                | + | − | = | Результат | Місце   |
| ---- | --------------- | ----------------------------------------------------- | - | - | - | --------- | ------- |
| 1992 | Сас ваг Гент    | Чемпіонат Європи із шахів серед юніорів (до 20 років) | 6 | 1 | 4 | 8 з 11    | Silver  |
| 1993 | Миколаїв        | Зональний турнір                                      | 4 | 2 | 5 | 6½ з 11   | 7       |
|      | Вайен           | Чемпіонат Європи із шахів серед юніорів (до 20 років) | 6 | 0 | 5 | 8½ з 11   | Gold    |
| 1995 | Миколаїв        | Зональний турнір                                      | 4 | 2 | 5 | 6½ з 11   | 14 — 20 |
| 1999 | Марганець       |                                                       | 5 | 4 | 2 | 6 з 11    | 5 — 6   |
| 2000 | Харків          | «Каїса-2000»                                          | 6 | 0 | 3 | 7½ з 9    | Gold    |
|      | Покров          | Зональний турнір                                      | 1 | 2 | 6 | 4 з 9     | 19 — 22 |
| 2001 | Казімеж-Дольний | міжнародний турнір                                    | 6 | 1 | 2 | 7 з 9     | Gold    |
|      | Барлінек        | Меморіал Ласкера                                      | 4 | 0 | 6 | 7 з 10    | 4 — 8   |
|      | Краматорськ     | Кубок губернатора                                     | 1 | 5 | 4 | 3 з 10    | 6       |
|      | Київ            | міжнародний турнір                                    | 3 | 0 | 7 | 6½ з 10   | — 2     |
| 2002 | Пардубиці       | міжнародний турнір                                    | 6 | 1 | 2 | 7 з 9     | — 5     |
| 2003 | Памплона        | міжнародний турнір                                    | 5 | 0 | 4 | 7 з 9     | — 3     |
| 2004 | Неттеталь       | міжнародний турнір                                    | 6 | 0 | 3 | 7½ з 9    | — 2     |
| 2005 | Пардубице       | міжнародний турнір                                    | 4 | 0 | 5 | 6½ з 9    | 5 — 17  |
|      | Зенден          | міжнародний турнір «Мюнстерланд опен»                 | 6 | 0 | 3 | 7½ з 9    | — 2     |
| 2006 | Зенден          | міжнародний турнір «Мюнстерланд опен»                 | 6 | 0 | 3 | 7½ з 9    | — 2     |
| 2009 | Ноштадт         | 2-й міжнародний турнір                                | 6 | 1 | 2 | 7 з 9     | 2 — 7   |
| 2010 | Кавала          | 19-й міжнародний турнір                               | 4 | 2 | 3 | 5½ з 9    | 6 — 9   |
| 2013 | Колката         | 6-й міжнародний турнір                                | 3 | 1 | 5 | 5½ з 9    | 11 — 14 |
| 2015 | Кавала          | 24-й міжнародний турнір                               | 4 | 1 | 4 | 6 з 9     | 8 — 16  |

## Результати виступів у чемпіонатах України
Владислав Боровиков зіграв у 9-ти фінальних турнірах чемпіонатів України, набравши загалом 58 очок із 87 можливих (+39-10=38).
| Рік  | Місто           | Турнір                 | + | − | = | Результат | Місце   |
| ---- | --------------- | ---------------------- | - | - | - | --------- | ------- |
| 1992 | Сімферополь     | 61-й чемпіонат України | 7 | 1 | 6 | 10 з 14   | Gold    |
| 1994 | Алушта          | 63-й чемпіонат України | 5 | 2 | 2 | 6 з 9     | 13 — 23 |
| 1995 | Дніпропетровськ | 64-й чемпіонат України | 4 | 1 | 4 | 6 з 9     | 5       |
| 1999 | Алушта          | 68-й чемпіонат України | 4 | 2 | 3 | 5½ з 9    | 11 — 14 |
| 2000 | Севастополь     | 69-й чемпіонат України | 5 | 0 | 4 | 7 з 9     | — 4     |
| 2001 | Покров          | 70-й чемпіонат України | 3 | 0 | 6 | 6 з 9     | — 3     |
| 2003 | Сімферополь     | 72-й чемпіонат України | 5 | 1 | 3 | 6½ з 9    | 10      |
| 2005 | Рівне           | 74-й чемпіонат України | 3 | 1 | 6 | 6 з 10    | Bronze  |
| 2008 | Полтава         | 77-й чемпіонат України | 3 | 2 | 4 | 5 з 9     | 8       |

## Зміни рейтингу
| На цьому місці має відображатися графік чи діаграма, однак з технічних причин його відображення наразі вимкнено. Будь ласка, не видаляйте код, який викликає це повідомлення. Розробники вже працюють для того, щоби відновити штатне функціонування цього графіка або діаграми. | |
| | На цьому місці має відображатися графік чи діаграма, однак з технічних причин його відображення наразі вимкнено. Будь ласка, не видаляйте код, який викликає це повідомлення. Розробники вже працюють для того, щоби відновити штатне функціонування цього графіка або діаграми. |